# トリニティ・ロッドマン
トリニティ・ロッドマン（Trinity Rodman, 2002年5月20日 - ）は、アメリカ合衆国カリフォルニア州ニューポートビーチ出身の女子サッカー選手。
NWSL・ワシントン・スピリット所属。ポジションはFW（RWG）。アメリカ代表。父は元プロバスケットボール選手のデニス・ロッドマン。
プロテニス選手のベン・シェルトン選手と交際中。

## 経歴
女子サッカー界のレジェンド、アビー・ワンバックに引けを取らない高身長で得点力とシュート技術が高い。サッカーを始めたのは4歳で、10歳の時に所属したチームでは全国選手権で4回優勝し、彼女のチームは5年間無敗を維持した。
2020年にはワシントン州立大学に入学したものの、大学リーグが新型コロナウイルスの影響で中止された為、プロ選手に転向することを決断。そして1月に行われたNWSL（National Women's Soccer League）の新人ドラフトで1巡目でワシントン・スピリットに指名され、リーグの歴史上最も若い年齢でドラフトされた選手となった。1巡目で指名された事に表れている様に当時から高く評価されていたが、デビュー戦わずか5分でゴールを決めるなど期待にたがわぬ活躍をする。
ワシントン・スピリット所属1年目は横山久美や宝田沙織とともにプレーしてリーグ制覇に貢献し、NWSLのルーキーオブザイヤーとベストイレブンにも選出。さらに、アメリカサッカー連盟のUSサッカーアスリートオブザイヤーも受賞するなど、飛躍のルーキーイヤーとなった。この活躍を受けてワシントン・スピリットは契約を延長し、わずか1年でNWSLで最高給の選手になった。
アメリカ代表では3戦目となる親善試合のウズベキスタン戦で代表初得点を挙げた。他には、CONCACAF女子ゴールドカップとシービリーブスカップで優勝、2023年7月のFIFA女子ワールドカップ・オーストラリア&ニュージーランド大会の登録メンバーに選ばれた。2024年のパリオリンピックでは準々決勝の日本戦で決勝ゴールを決めるなど3大会ぶりの金メダル獲得に貢献。

## タイトル

### クラブ

#### ワシントン・スピリット
- NWSLチャンピオンシップ: 1回 (2021)

### 代表
- オリンピック 金メダル: 1回　（2024)

- CONCACAF女子ゴールドカップ: 1回 (2022)
- CONCACAF Wゴールドカップ: 1回 (2024)

- シービリーブスカップ: 3回 (2022, 2023, 2024)

### 個人
- NWSL 年間最優秀新人賞: (2021)
- NWSL ベストイレブン: 2回 (2021, 2024)
- NWSL ベストイレブンセカンド: 1回 (2023)[6]
- USサッカーアスリートオブザイヤー·女子最優秀選手: 1回 (2021)
- The Best FIFA Women's 11: 1回 (2024)
- IFFHS Women's World Team: 1回 (2024)
- ESPN FC Women's Rank: #2 on the 2024 list of 50 best women's soccer players